# Eraninella longiscapus
Eraninella longiscapus är en skalbaggsart som först beskrevs av Bates 1881.  Eraninella longiscapus ingår i släktet Eraninella och familjen långhorningar. Inga underarter finns listade i Catalogue of Life.